# TVP3 Gorzów Wielkopolski
TVP3 Gorzów Wielkopolski — польський регіональний телеканал, регіональна філія суспільного мовника «TVP» з центром мовлення в Ґожуві-Велькопольському.
Місцева студія телеканалу є в Зеленій Гурі.

## Історія
- 28 лютого 2001 року створено Любуський регіональний центр TVP SA в Ґожуві-Велькопольському, підпорядкований регіональному департаменту у Познані[1]. Спочатку центр брав участь головним чином у виробництві однієї програми: «Любуський телескоп». З часом центр також почав випускати інші програми. Редакцію було створено також і в Зеленій Гурі.
- 1 січня 2005 року згідно з Законом від 2 квітня 2004 року про внесення змін до акту про радіо та телебачення було створено Місцеве відділення TVP SA у Ґожуві-Велькопольському, що зробило його незалежним від філії в Познані, внаслідок чого стало окремим суб'єктом регіональної телемережі TVP3[2][3].
- 2006 року побудовано нову будівлю редакції та центру керування телеканалом.[4]
- 2008 рокуканал отримав власний автомобіль зі супутниковим передавачем.
- 18 листопада 2009 року здійснено запуск телетексту під назвою «TVP3 Gorzów Wielkopolski — Telegazeta Regionalna»
- 27 жовтня 2010 року запущено передавач мультиплексу MUX 3 через телестанцію в Колово у форматі «TVP3 Gorzów» як друга регіональна версія TVP INFO (перша версія — TVP3 Szczecin).
- 27 квітня 2011 року запущено передавач мультиплексу MUX 3 через телестанцію Подмейсцє у форматі «TVP3 Gorzów» як перша регіональна версія TVP INFO (друга версія — TVP3 Poznań).
- 14 грудня 2011 року запущено передавач мультиплексу MUX 1 через телестанції в Ємйолуві та Жагані у форматі «TVP3 Gorzów» як регіональна версія TVP INFO.
- 7 листопада 2012 року відключено аналоговий передавач «TVP3 Gorzów» на телестанції у Ємйолуві. Запущено передавач мультиплексу MUX 3 з телестанції в Болевицях як регіональна версія TVP INFO.
- 1 вересня 2013 року «TVP3 Gorzów» отримав 4,5 години власних програм та 2,5 програми спільного продукту. Решта ефірного часу отримав «TVP Regionalna», який транслював загальнодержавні програми 16 центрів.
- 1 січня 2014 року «TVP3 Gorzów» розпочав мовлення у форматі зображення 16:9.
- 2 січня 2016 року телеканал змінив назву на «TVP3 Gorzów Wielkopolski»[5][4].